# 坂上当道
坂上 当道（さかのうえ の まさみち）は、平安時代初期から前期にかけての貴族。右兵衛督・坂上浄野または右兵衛督・坂上広野の子。官位は従五位上・陸奥守。

## 経歴
承和年間に内舎人となり、右近衛将監や左兵衛・左衛門の両府の大尉を経て、文徳朝の斉衡2年（855年）従五位下に叙爵し、右衛門佐に任ぜられる。天安元年（857年）左近衛少将に遷り、翌天安2年（858年）備前権介次いで備前介を兼ねる。また、同年には右近衛少将の藤原有貞と共に、馬寮の官人や近衛を率いて、京にいる群盗の追捕を行っている。
清和朝に入ると東国経営に従事し、貞観元年（859年）従五位上・陸奥守に叙任され、さらに鎮守府将軍と常陸權介も兼ねる。翌貞観2年（860年）上総介を兼ねる。しかし、前任の陸奥守であった文室有真との解由が期限内に完了できず、貞観3年（861年）になって公廨を没収されている。国守の任期（5年）終了後も代任を待って陸奥国に留まり在国は9年にも及ぶが、貞観9年（867年）3月9日卒去。享年55。最終官位は前陸奧守従五位上。
当道は、父（あるいは伯父）・広野以来の坂上氏の重要な拠点でもある、摂津国住吉郡平野庄（現在の大阪市平野区）の経営にも従事していたとも言われている。同地の杭全神社などの伝承によれば、当道は「坂上広野を開発領主とする摂津平野庄に住し、広野の後の平野の坂上氏の家督を継ぎ、素盞嗚尊を勧請し祇園社（現在の杭全神社）を創建した」とされる。ただし、中世の平野庄において坂上氏の後裔として登場する平野氏は、当道の系統ではなく、広野の子である峯雄の流れを汲むと伝えている。

## 人物
若い頃から武事を好んで弓馬に通じ、特に弓を得意としていた。加えて才気も兼ね備えていた。正月に行われる大射の礼において、五位以上の射手が1名不足した際、当道は内舎人でまだ五位に達していなかったが、詔によって射手に加えられたことがあったという。
検非違使の任にあった頃、法による処断を平等にし、威刑は厳しくしなかった。また、道理に背くことがあれば、権貴の者であっても、容赦しなかった。
家行は廉正であり、財産より義を重んじた。任にあっては「清理」と称され、支配している領域内は粛然としており、蝦夷の民衆は満足していた。一方で、貧しく財産はなく、亡骸を棺に納める際に所持していたのは布衾一条のみであったという。

## 官歴
『六国史』による。
- 承和年間：内舎人
- 時期不詳：右近衛将監。左兵衛大尉。左衛門大尉。正六位上
- 斉衡2年（855年） 正月7日：従五位下。正月15日：右衛門権佐。日付不詳：検非違使佐
- 天安元年（857年） 日付不詳：左近衛少将
- 天安2年（858年） 2月5日：兼備前権介。5月21日：兼備前介
- 貞観元年（859年） 正月13日：陸奥守。正月16日：兼鎮守府将軍。5月19日：兼常陸権介。11月19日：従五位上
- 貞観2年（860年） 2月14日：兼上総権介
- 貞観9年（867年） 3月9日：卒去（前陸奧守従五位上）

## 系譜
- 父：坂上浄野[4]または坂上広野[3]
- 母：不詳
- 妻：不詳
  - 男子：坂上恒蔭
  - 男子：坂上好蔭[4]